# Торњак
Торњак (Canis montanus, планински пас) је овчарски пас, познат као заштитник стада од напада крупних предатора: вук и медвед. Име му долази по ријечи тор, ограђен простор за овце.

## Особине
Торњак је висине 60–75 цм, боје длаке - нијансе црне, сиве и жуте, по белој подлози (ноге, груди, стомак, њушка и врх репа су увек беле боје). Длака - дуга с густом поддлаком, уши - релативно високо постављене, висеће, преклопљене у корену и приљубљене уз главу. На предњим ногама густа и дуга длака, као и на задњим ногама. Реп је обрастао дугом густом длаком и носи га високо над леђном линијом. Штенци врло брзо расту и постају одрасли пси тежине од 40 (женка) до 60 кг (мужјак). Изузетно је жилав, издржљив и скроман пас, наизглед без агресије, врло одлучно и пожртвовно брани власника или стадо и одбија непознате. Изврстан пливач у чему му помажу развијене кожице између прстију.
Потиче са подручја Загоре, Херцеговине и западне Босне, планинским масивима Динаре, Свилаје, Мосећа, Kозјака, Голије, Цинцара и Kупреса, одакле се проширио до Лике, Гробничког поља.

## Порекло
Постоје две теорије постанка ове аутохтоне пасмине која припада врсти молосоидних паса. Према првој он је потомак тибетанског мастифа, тј. тибетанске доге која је с Хималаја дошла као пратитељ каравана које су пролазиле јантарским путем. Друга, прихваћенија теорија, је да су пастирски пси већином настали на подручју древне Месопотамије, одакле су дошли током миграција номадских овчара пре неких 7000 година.
Први опис торњака сачуван је у рукопису ђаковачкога бискупа Петра Хорвата из 1374. године.

## Опстанак
Развојем цивилизације, нестајало је номадско сточарење и депопулацијом традиционално овчарских високо-планинских подручја ова древна пасмина је била осуђена на изумирање. Удружење кинолога ентузијаста је 1972. године почела теренска истраживања ове расе паса.
1979. године у Загребу је основана прва Kомисија за узгој торњака, а у Томиславграду у Босни и Херцеговини, организован је узгој торњака. Службеном одлуком Југословенског кинолошког савеза 1981. о установљавању Југословенског условног родовника (ЈУР) за босанскохерцеговачког пастирског пса — торњака и формирање Kомисије ЈKС за признавање ове расе паса отпочео је и службени рад око стандардизације торњака.
1996. године у матичној књизи за ову расу уписано је стотињак торњака, а данас у Хрватској и Босни и Херцеговини постоје хиљаде торњака, који се све више шире у друге земље Еуропе, па и у прекоокеанске земље.
Међународни кинолошки савез је условно признала торњака године 2006. године. Службени стандард прихваћен је ије од 16. маја 2007.. Стандард је дефинитивно признат као пасмина 7. новембра 2017. на Генералној скупштини ФЦИ-а у Лајпцигу.